# Chiesa della Santissima Annunziata e San Silvano
La chiesa della Santissima Annunziata e San Silvano è la parrocchiale di Romagnano Sesia, in provincia e diocesi di Novara; fa parte dell'unità pastorale di Romagnano Sesia.

## Storia
L'originaria chiesa romagnanese sorse probabilmente in età carolingia, nel IX secolo, anche se la prima citazione che ne certifica l'esistenza è più tarda, essendo datata 1008, allorché le era annessa l'abbazia benedettina di Santa Croce; una seconda menzione risale al 1040.
Nel XVI secolo la chiesa fu riedificata a tre navate, per poi venir rimaneggiata nel 1692.
L'edificio fu gravemente danneggiato nel 1845 da un incendio; si decise dunque di ricostruirlo e i lavori vennero ultimati nel 1856.

## Descrizione

### Esterno
La facciata della chiesa, rivolta a sudovest e sormontata dal timpano triangolare spezzato, è scandita da lesene e presenta al centro il portale maggiore, sormontato da una lunetta e protetto dal protiro sorretto da colonne tuscaniche, e ai lati i due ingressi secondari e altrettanti rosoni.
Sopra la facciata si erge il campanile a base quadrata, abbellito da ordini di finestre a tutto sesto oppilate; la cella presenta su ogni lato una trifora ed è coperta dal tetto a quattro falde.

### Interno
L'interno dell'edificio è suddiviso da colonne d'ordine tuscanico, sorreggenti la trabeazione sopra cui s'imposta la volta a botte, in tre navate voltate a botte; al termine dell'aula si sviluppa il presbiterio, rialzato di quattro gradini e chiuso dall'abside semicircolare.
Qui sono conservate diverse opere di pregio, tra le quali l'altare maggiore, costruito riutilizzando un sarcofago del V secolo, un cippo del I secolo che funge da ambone, la tavola con soggetto la Madonna con Bambino, eseguita nel 1513 da Macrino d'Alba, la raffigurazione dell'Ecce Homo, eseguita nel 1575 da Bernardino Lanino, autore pure della tela ritraente la Pentecoste, data 1577.
All'interno della chiesa è presente un affresco di Cesare Tos del 1936, a decorazione della cappella votiva fatta erigere dal 1921 per accogliere le reliquie di San Silvano e Santa Felicita. Il dipinto fu posto a copertura di un precedente affresco, opera del 1925 di Enzo Bifoli.